# Cabinet Marx III
République de Weimar
Luther II Marx IV
Le troisième gouvernement Marx, du nom du chancelier allemand Wilhelm Marx, est en fonction du 17 mai 1926 au 29 janvier 1927.

## Annexe